# Télépopmusik
Télépopmusik — французьке трип-хоп-тріо утворене у 1998.
Перший альбом групи Genetic World вийшов у 2001 році.
Другий альбом Angel Milk — був випущений у 2005. 
До складу групи входять: Фабріс Дюмон (Fabrice Dumont), бас-гітарист та засновник групи Autour de Lucie, Стефан Ері (Stephan Haeri), відомий за такими проєктами як 2Square, та Крістоф Еть'є (Christophe Hetier).
Крім основного складу, у групі беруть участь запрошені музиканти: Анджела Мак-Класкі і Mau (альбоми Genetic World та Angel Milk),  та Дебора Андерсон (альбом Angel Milk).

## Дискографія

### Альбоми
- 2001 : Genetic World
- 2005 : Angel Milk

### Сингли
- Sonic 75 (1997)
- An Ordinary Life (1998)
- Da Hoola (2000)
- Breathe (2002)
- Love Can Damage Your Health (2003)
- Smile (2004)
- Into Everything (2005)
- Dont Look Back (2005)
- Ghost Girl (2009)

## У масовій культурі
- Композиція "Breathe" була використана у 12 епізоді другого сезону серіалу «Клієнт завжди мертвий»

- Ця ж композиція була використана компанією BMW як саундтрек у рекламі позашляховика BMW X6, у 2009 році.

- Також у 2009 році компанія Peugeot почала рекламу моделі 308 CC з треком "Ghost girl".

- У 2011 році трек Breathe став саундтреком для промо-відео хмарочоса Hermitage Plaza в Парижі, проєкт якого був затверджений у 2011 році та має завершитися у 2016 році. За поточними прогнозами ця споруда стане найвищою будівлею в Європі.